# 土佐物語
『土佐物語』（とさものがたり）は、土佐国の戦国大名・長宗我部氏の興亡を描いた軍記物。作者は吉田孝世。宝永5年（1708年）成立。

## 概要
『平家物語』や『太平記』を「中央の軍記物」とすれば、『土佐物語』は「地方の軍記物」に位置付けられる。原本は存在せず、「和学講談所本」（和学本･全20巻、享保5年写）、「森文庫本」（森写本･全13巻、寛政9年写）、「山内文庫本」（山内本･全21巻、文政2年写）、「恩田稿本」（恩田本･全20巻、嘉永2年写）、「内務省本」（内務本･全30巻、明治9年写）、修史館本（修史本･全20巻、明治15年写）の6種の写本が存在する。
本文中には、大鬼といった怪異が登場したり、文禄の役においては大蛇が現れるなど、史実とは別に脚色も見られる。また、巻第19「元親卒去 雪蹊寺の事」には、慶長4年（1599年）に長宗我部元親が正四位になったと記されているが、史実では死後に正五位を与えられたものであり、誤りも含まれる。終盤（巻第20）では、長宗我部盛親に代わって土佐藩主となった山内一豊についての事績や武功、逸話（戦場で得た名槍）などについても記されている。
大坂の陣における見方・批評としては、藤堂和泉守と盛親が対陣し、井伊掃部頭が木村長門守と対陣していたが、長門守が突然討死し、掃部頭が高虎と合流したため、盛親は討ち負けしてしまい、「大阪の落城は盛親に始まる」「大阪の負け軍（いくさ）は盛親第一なり」として、敗北の遠因を長宗我部氏に求めている。
『土佐国古城伝承記』を基に記された経緯があり、各所に文飾が多くみられることから近世の学者である谷秦山から内容に信頼性を疑われており、現代の研究者の間でも歴史資料としての評価は高くないとされる。

## 一領具足の記述について
『土佐物語』より信頼性が高い軍記物の『長元記』にも「一領（両）具足」の記述は見られるが、「土佐の一領具足と申は、他家の馬廻と同事也」とあり、『土佐物語』のように一領具足を土佐独自の存在としては扱っていない。そのため、『土佐物語』が説明するように「一領しか鎧を有さないため」に「一領具足」といわれたか、由来の信頼性が確かでない。また、こうした二次資料（後世の軍記物）では「一領具足」の表記は見られるものの、『長宗我部氏掟書』（分国法）には見られず、資料が少なく、一領具足を記した一次資料として、「慶長5年（1600年）12月3日付 宇賀二兵衛宛 長宗我部氏重臣連署状写」（浦戸一揆に関するもの）があるぐらいで、一領具足が認識されていたことはわかるが、一領具足の由来が本当に「一領しか鎧がないため」だったかの証明には至らない。
平井上総は近世に土佐藩（山内氏）が郷士を登用するにあたって、条件として、武士の家系でならなければならないと定めたことから、長宗我部氏の遺臣達は郷士になるために、先祖の名声を強調しようとしたと想定し、『土佐物語』の一領具足の説明は、郷士達の願望や要望が反映された可能性が捨てきれないとする。そして他資料比較から、「鎧一領しか持たない武士」ではなく、「鎧一領分の軍役を負担する武士」としてついた呼称と見るべきものとしている。